# Barbara Kent
Barbara Kent, nome d'arte di Barbara Cloutman (Gadsby, 16 dicembre 1907 – Palm Desert, 13 ottobre 2011), è stata un'attrice canadese naturalizzata statunitense, molto popolare durante l'era del cinema muto.

## Biografia
Nata nel piccolo villaggio di Gadsby, presso la cittadina canadese di Red Deer, nel 1925 vinse il concorso di bellezza Miss Hollywood Pageant e in quello stesso anno intraprese la sua carriera cinematografica per la Universal Studios, recitando in piccoli ruoli. 
Grazie alla sua statura minuta e al suo viso dall'espressione vispa, si impose come attrice in ruoli secondari in numerose commedie, al fianco di attori come Reginald Denny, non disdegnando ruoli drammatici come nella pellicola La carne e il diavolo (1926), al fianco di Greta Garbo. Nel 1927 attrasse l'attenzione della critica e del pubblico per una scena osé nella pellicola No Man's Law, con Oliver Hardy, dove nuotava nuda in una piscina. Proprio grazie a questo ruolo fu selezionata fra le WAMPAS Baby Stars, insieme a Patricia Avery, Rita Carewe, Helene Costello, ed altre.
Riuscì a sopravvivere all'avvento del sonoro, grazie soprattutto al film Evviva il pericolo! (1929), esordio nel sonoro del grande attore comico Harold Lloyd. Riuscì ad ottenere ruoli di un certo rilievo nei successivi sei anni, fino alla sua acclamata interpretazione nella versione cinematografica del 1933 di Oliver Twist, al fianco di Irving Pichel e Dickie Moore.
Nel 1934 decise di interrompere la sua carriera cinematografica per sposare l'agente Harry E. Edington. Dopo un anno di pausa, tornò sul set per interpretare la sua ultima pellicola nel 1935, lasciando poi definitivamente le scene. 
Dopo la morte del marito nel 1949, si ritirò a vita privata. A metà degli anni 50 si risposò con Jack Monroe, un ingegnere della Lockheed, e visse a Sun Valley nell'Idaho per trasferirsi successivamente a Palm Desert in California, dove visse fino alla morte a 103 anni nel 2011. L'attrice si rifiutò sempre di rilasciare interviste e di apparire in pubblico, soprattutto per ricordare i suoi anni passati nel mondo del cinema, e alla sua scomparsa i giornali la definirono "l'ultima diva del muto".

## Riconoscimenti
- WAMPAS Baby Stars (1927)

## Filmografia parziale

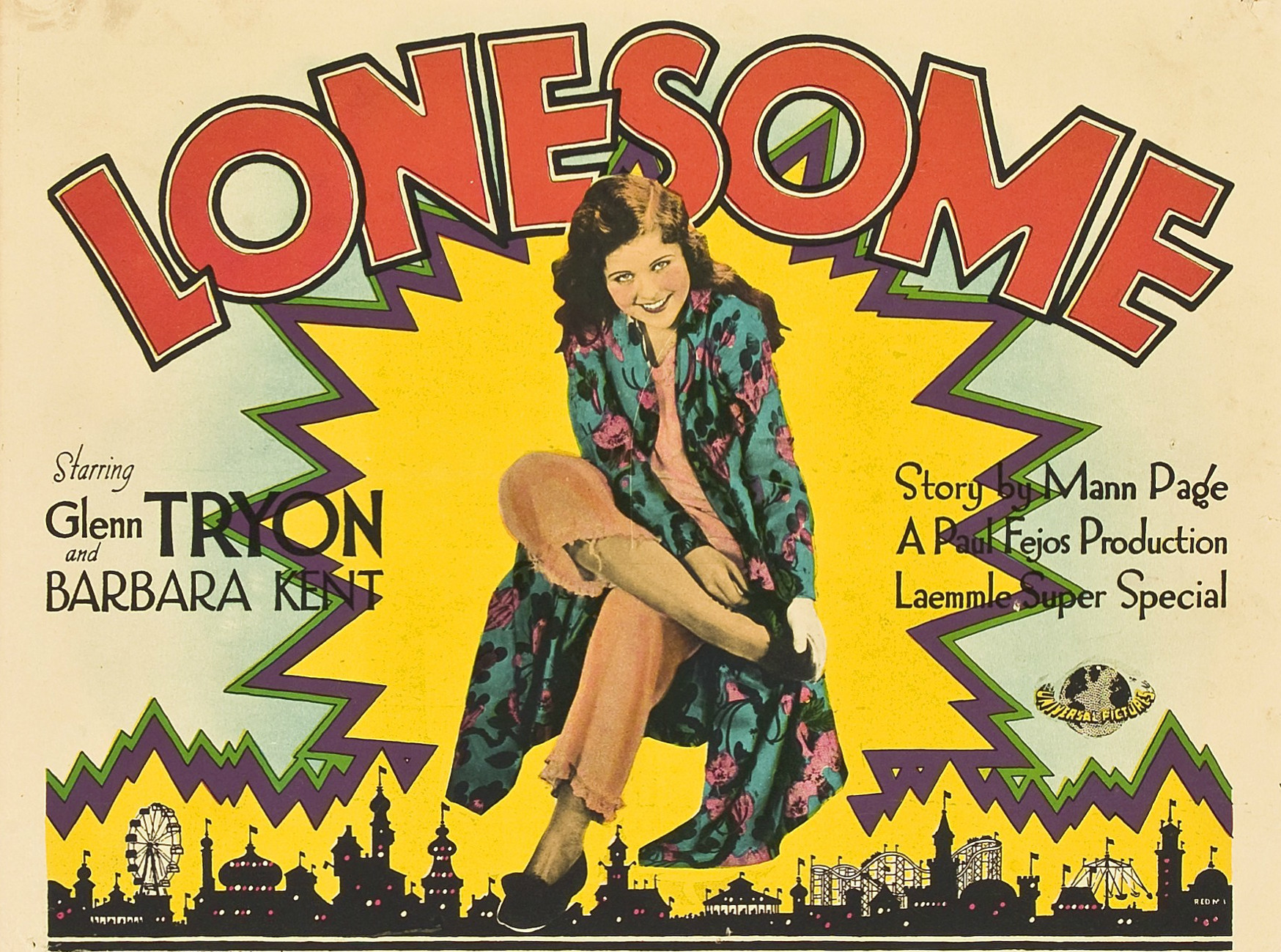
Poster del film Primo amore

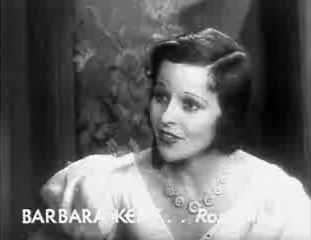
Nel film Oliver Twist

- Prowlers of the Night, regia di Ernst Laemmle (1926)
- La carne e il diavolo (Flesh and the Devil), regia di Clarence Brown (1926)
- No Man's Law, regia di Fred Jackman (1927)
- The Lone Eagle, regia di Emory Johnson (1927)
- L'atleta innamorato (The Drop Kick), regia di Millard Webb (1927)
- The Small Bachelor, regia di William A. Seiter (1927)
- That's My Daddy, regia di Fred C. Newmeyer e Reginald Denny (1927)
- Primo amore (Lonesome), regia di Pál Fejös (1928)
- Evviva il pericolo! (Welcome Danger), regia di Clyde Bruckner (1929)
- Piano coi piedi (Feet First), regia di Clyde Bruckman (1930)
- Avventura notturna (Night Ride), regia di John S. Robertson (1930)
- Indiscreet, regia di Leo McCarey (1931)
- Ingratitudine (Emma), regia di Clarence Brown (1932)
- Bovary moderna (Vanity Fair), regia di Chester M. Franklin (1932)
- L'orgoglio della legione (The Pride of the Legion), regia di Ford Beebe (1932)
- Oliver Twist, regia di William J. Cowen (1933)
- Marriage on Approval, regia di Howard Higgin (1933)
- Swellhead, regia di Benjamin Stoloff (1935)
- Old Man Rhythm, regia di Edward Ludwig (1935)
- L'arciere bianco (Guard That Girl), regia di Lambert Hillyer (1935)